# Avrainville (Vosges)
Avrainville é uma comuna francesa na região administrativa do Grande Leste, no departamento de Vosges. Estende-se por uma área de 4.57 km², e possui 115 habitantes, segundo o censo de 2018, com uma densidade de 25 hab/km².